# Джамал Ібрагім
Джамал Ібрагім (араб. جمال إبراهيم, нар. 23 листопада 1991) — еміратський футболіст, нападник клубу «Аль-Айн».

## Клубна кар'єра
Народився 23 листопада 1991 року. Вихованець «Ан-Насра». У дорослому футболі дебютував 2009 року виступами за цю ж команду, в якій не зумів стати основним гравцем, через що двічі здавався в оренду в «Емірейтс Клаб», а у 2016—2018 роках грав за «Шарджу».
2018 року став гравцем «Аль-Айна», з яким того ж року став фіналістом клубного чемпіонату світу.